# Агаджарі
Агаджарі́ — газоконденсатнонафтове родовище на південному заході Ірану, за 130 км від міста Абадан, одне з найбільших у світі, входить у нафтогазоносний басейн Перської затоки. Відкрите в 1938 році, розробляється з 1945 року. Нафтопроводи в порт Бендер-Махшерх і місто Абадан на нафтопереробний завод. Центр — населений пункт Агаджарі. В експлуатації у кінці ХХ століття було 60 фонтануючих свердловин.

## Характеристика
Початкові промислові запаси нафти 1283 млн т, газу — 263 млрд м³. Пов'язане з різко вираженою асиметричною антиклінальною складкою розміром 6⨯60 км. Структура по покрівлі світи асмарі (олігоцен — нижній міоцен) складається з двох куполів, розділених пологою сідловиною. Кожний з куполів містить газову шапку. Продуктивні потужна (більше за 300 м) товща вапняків світи асмарі і вапняки верхньої крейди. Масивні склепінчасті поклади гідродинамічно пов'язані між собою. Колектор порово-тріщинний. Поверх нафтоносності 1240 м, водонафтовий контакт на глибині 2590 м, газонафтовий — 1400 м. Початковий пластовий тиск 28,2 МПа, температура 77 °C. Густина нафти 850 кг/м³, в'язкість 5,7 сПз, S 1,4%.